# قطقاط
القَطْقَاطُ أو رسول الغيث (الاسم العلمي: Pluvialis)، هو جنس من الطيور يتبع فصيلة الزقزاقية ضمن رتبة الإفجيجيات. تضم أربع أنواع. ويكثر تواجدها في النصف الكرة الأرضية الشمالي. يتلوّن ريشها بالأسود أو الذهبي أو الفضي. ويتغذى أنواعه على الديدان والحشرات وغيرها من اللافقاريات الصغيرة.

## الأنواع
- قطقاط مطوق
- قطقاط رمادي
- قطقاط ذهبي هادئ
- قطقاط ذهبي أوروبي